# US Sassuolo Calcio
Unione Sportiva Sassuolo Calcio – włoski klub piłkarski założony w roku 1920 z siedzibą w mieście Sassuolo. Obecnie rozgrywa swoje mecze w Serie A.
Drużyna swoje mecze aktualnie rozgrywa na stadionie Mapei Stadium - Citta del Tricolore w Reggio Emilia.

## Historia

### Od początku do lat 70.
Klub został ufundowany 17 lipca 1920. W początkowej fazie rozwoju klubu używane barwy były takie same jak barwy miejskiego herbu - a więc żółty i czerwony. Drużyna na początkach swojego istnienia występowała głównie w amatorskich turniejach piłkarskich w swoim regionie Emilia-Romania. Już na początkach istnienia klubu drużyna zaczęła silną rywalizację z drużynami z innych miast – Carpi, Roteglia, Vignola, Guastalla, Mirandolese, Baracca Lugo.
Pierwsze poważne sukcesy sportowe klub odnotował w sezonie 1968-69 kiedy to brał udział w rozgrywkach grupie B Serie D, z drużynami z Lombardii oraz Emilii-Romani: (Carpi oraz Mirandolese). W debiutanckim sezonie w tej klasie rozgrywkowej drużyna utrzymała się. W następnym roku drużyna w tej samej lidze (rywalizując z niej z zespołem Parmense, czyli aktualnej drużyny Serie A Parma F.C., Cremonese a także Gallaratese, drużyna ulokowała się w środku tabeli z 33 punktami zdobytymi. Od sezonu 1970–1971 w którym to w dalszym ciągu drużyna występowała w rozgrywkach Serie D postanowiono zmienić barwy klubu na czarno-zielone, oraz nazwę na F.C. Sassuolo. Siedziba klubu ulokowana była na via Mazzini, niedaleko miejskiego boiska, w okresie tym stanowiącego jedną trybunę drewnianą. Prezydentem w tym okresie był Primo Costi zaś trenerem Angelo Ottani, który z wielkim trudem wywalczył z drużyną utrzymanie; z jedynie dwoma punktami przewagi nad lokalnym rywalem z Carpi, który to spadł do niższej klasy rozgrywkowej. W sezonie 1971-1972 klub ponownie zmienił nazwę, stając się teraz F.C. Sassuolo Sportiva (utrzymując za to czarno-zieloną kolorystykę) cały czas z Costim jako prezydentem. W sezonie tym Angelo Ottani utrzymał swoją posadę tylko na pięć spotkań, po czym został zmieniony przez Augusto Vaccari. W sezonie 1972–1973, klub nadal grający w Serie D, rywalizowały dwie drużyny z Sassuolo - drugą było San Giorgio Sassuolo, która do tego okresu partycypowała w mniej profesjonalnych rozgrywkach piłkarskich. Ku zaskoczeniu większości mieszkańców regionu, drużyna ta utrzymała się w lidze. Spadło zaś Sassuolo dzieląc los razem z drużynami Cisanese oraz Guastalla.
W lecie roku 1973, pod kierownictwem Prezydenta Cantelli, postanowiły połączyć siły. Powstała wtedy nowa drużyna – Sassolese, która przybrała barwy czerwono-niebiesko-białe, prawdopodobnie chcąc upodobnić się do piłkarzy bardzo popularnej wtedy Bologny, wraz ze zmianą nazwy oraz barw do drużyny przeszedł także w roli trenera Ezio Pascutti – były reprezentant kraju, a zarazem były piłkarz właśnie Bolonii. Sassolese, występująca w grupie D Serie D, uzyskała w tym sezonie 9. pozycję lokując się za zwycięzcami ligi - wiecznymi rywalami z Carpi.
W przerwie między sezonowej1974 roku, Sassolese znowu zmieniło nazwę na U.S. Sassuolo Calcio. Siedziba oraz stadion drużyny mieścił się w niedalekiej miejscowości Fiorano. Prezydentem był w tym okresie Carlo Alberto Giovanardi, podczas gdy stanowisko trenera w dalszym ciągu dzierżył były napastnik Bologni. W sezonie 1974/75 drużyna z Sassuolo ulokowała się na 7. pozycji, zdobywając razem z drużyną Maceratese 33 punkty. W następnym sezonie stanowisko trenera wróciło do dobrze znanego w klubie Angelo Ottani wraz z Igino Guazzi jako prezydentem. Sezon ten nie był zbyt udany, i drużyna z powrotem wróciła do ligi amatorskiej, po zaciętej walce o utrzymanie z Boca San Lazzaro oraz Baracca Lugo, która to utrzymała się jedynie dzięki lepszej różnicy bramek. Już po roku drużyna wróciła do Serie D. W pierwszym sezonie po powrocie do tej klasy rozgrywek szczęście odwróciło się na korzyść Sassuolo, i tym razem to właśnie ta drużyna utrzymała się w Serie D, mając jedynie jeden punkt przewagi nad strefą spadkową. Drużyna jednak spadła ponownie do niższej ligi już w drugim sezonie po powrocie.

### Lata osiemdziesiąte
U.S. Sassuolo calcio po reformie rozgrywek występowało w lidze regionalnej oraz o jeden stopień rozgrywkowy wyżej - w Interregionalnej. Prezydentem przez cały ten okres był Prati, zaś trenerem Franco Martinelli biorąc udział w lidze regionu Emilia-Romania, uzyskała 1981/82 6. miejsce w Lidze Regionalnej, zaś napastnik zespołu Maini zdobył puchar króla strzelców. W następnym sezonie strzelec powtórzył swój wyczyn, zaś klub wywalczył tym razem 8. miejsce. Sezon ten oznaczał dla klubu także nowego właściciela - został nim Claudio Sassi.
Sezon 1983/84 uznaje się za jeden z najważniejszych w historii klubu. Klub wygrał Grupę D swoich rozgrywek i awansował po raz pierwszy w swojej historii do Serie C2. Warto odnotować, że drużyna odniosła we wspomnianym sezonie jedynie trzy porażki. Gwiazdą zespołu był wtedy w dalszym ciągu napastnik Maini - tym razem kończąc sezon z 15 bramkami. Drużyna występująca w Serie C2 zbudowana była głównie z tych samych piłkarzy co rok wcześniej. Także sztab szkoleniowy zachował swoją pozycję. Pod wodzą Aurelio Dottiego, drużyna którą tworzyli niemal wyłącznie piłkarze z regionu zdołała wywalczyć świetną, szóstą pozycję w końcowym rozrachunku. W drużynie nadal brylował Maini, strzelając tym razem 11 bramek. W następnym sezonie, Sassuolo bez większych zmian w składzie zmuszone było do walki o utrzymanie, ostatecznie jednak wygranej.
W sezonie 1987/88 stanowisko prezydenta zajmował nadal Sassi, podczas gdy na ławce zasiadł w roli trenera Ezio Galbiati, który mógł liczyć na kilku dobrych piłkarzy występujących wtedy w drużynie w szczególności stopera Malaguti, a także pomocników Residoriego oraz Alessandro Pane, który przeszedł z drużyny z Empoli Football Club. Z drużyny Galbiati wrócił także Ezio Pascutti, który miał pomóc drużynie w utrzymaniu się w lidze.
W sezonie tym drużyna zyskała bardzo ważnego sponsora: Mapei. Firma zdecydowała się zmienić dyrektora generalnego klubu, i postawiła na byłego skrzydłowego Giorgio Mariani, podczas gdy posadę trenera otrzymał Giancarlo Magrin.
Klub opuścił także historyczną siedzibę przy via Fossetta 1, aby przenieść się na Piazza Risorgimento 47, gdzie znajduje się także stadion Ricci. Wśród gwiazd drużyny mieliśmy piłkarzy takich jak Residori, Montanini, Cosimo Francioso czy Schenardi. Dla tego ostatniego niespełna dwudziestoletniego wtedy pomocnika, sezon zakończył się pomyślnie - z 33 spotkaniami rozegranymi oraz 2 bramkami. Drużyna ulokowała się na trzeciej pozycji od końca i w konsekwencji spadła do niższej ligi razem z Suzzarą oraz Pro Patrią. I tym razem szczęście sprzyjało Sassuolo, gdyż federacja mimo spadku w walce sportowej postanowiła przywrócić drużynę do ligi. 
W następnym sezonie szkoleniowcem został Guido Mammi. Drużyna była oparta na piłkarzach takich jak Aloise, Paraluppi, Zuccheri w obronie, a także Schenardi, Liset, Residori i Lagrasta w pomocy, jak również dwie gwiazdy Paraluppi oraz D’Agostino w napadzie. Drużyna mimo zmiany na stanowisku szkoleniowca w trakcie sezonu na Adelmo Capelliego, zdobyła w końcowym rozrachunku 5. pozycję.
W sezonie 89-90, drużyna ta w dalszym ciągu występowała w grupie C Serie C2. Z drużyny odszedł mocny punkt Liset, który postanowił dołączyć do Solbiatese. Symbolem Sassuolo w dalszym ciągu był Schenardi (w dalszej fazie swojej kariery grający m.in. w Brescii czy Bolognii). Sezon ten dla drużyny Sassuolo nie zakończył się pozytywnie, i drużyna spadła wraz z JuveDomo oraz Orceaną do ligi Interregionale.

### Lata 90.
Powrót do rozgrywek amatorskich spowodował opuszczenie klubu przez dotychczasowego właściciela – Squinziego. Postanowił on się poświęcić innym sportom- w tym kolarstwu. Sprzedane zostać musiały być również najważniejsze elementy – w tym Schenardiego, który to dołączył do drużyny Bologni. W rozgrywkach regionalnych drużyna musiała rywalizować z przeciwnikami z dawnych lat – Virtus Roteglia, il Fanfulla, Reggiolo, Vogherese, Crema oraz Brescello. Pierwszy sezon po spadku nie był zbyt pozytywny – drużyna ulokowała się w środku tabeli. Także dwa kolejne sezony zakończyły się podobnymi rezultatami. W sezonie 1993/1994 drużynie udało się osiągnąć 5. miejsce. Na uwagę zasługuje dobra dyspozycja snajpera Spezia – z 16 bramkami zajął on drugie miejsce w klasyfikacji strzelców. W następnych dwóch sezonach drużyna zajmowała kolejno 7. oraz 6. miejsce. Ówczesnymi gwiazdami drużyny byli bez wątpienia napastnicy - Luconi oraz Mollica.
Kolejny sezon oznaczał dla Sassuolo ciężką walkę o utrzymanie w lidze Interregionale. Z jednym punktem przewagi nad strefą spadkową udało się jednak drużynie utrzymać w tych rozgrywkach. Jak się później okazało ten ciężki sezon oznaczał zapowiedź nowej lepszej ery dla Sassuolo. Do drużyny wrócił bowiem stary patron - Squinzi, a także stary sponsor Mappei. Przez cały kolejny sezon drużyna z Sassuolo walczyła jak równy z równym z Trento o zwycięstwo w lidze i w konsekwencji o awans. W końcowym rozrachunku o awansie musiał zdecydować mecz bezpośredni - obydwie drużyny zdobyły bowiem tyle samo punktów. Mecz o awans – rozegrany w Varese, po konkursie rzutów karnych zwyciężyła drużyna z Trento, i to ona awansowała do wyższej ligi.
Sassuolo zostało jednak decyzją władz piłkarskich przesunięte do Serie C2 z powodu problemów finansowych innych drużyn. W sezonie po długo oczekiwanym awansie gwiazdami drużyny byli bramkarz Bizzari, obrońca Rosario Biondo, pomocnik Andrea Cuicchi a także napastnik Ramacciotti. Sezon nie rozpoczął się najlepiej – spowodowało to zmianę trenera Gerutiego na Roberto Busiego, który zdołał wywalczyć z drużyną 10. pozycję. W następnym sezonie główny cel jakim było utrzymanie udało się wywalczyć głównie dzięki trenerowi Gianni Baluganiemu, a także bramkarzowi Graziano Vintiemu (były piłkarz Perugii).

### Nowy wiek
Także w sezonie 2000/01 drużyna ta musiała zmagać się z walką o utrzymanie. W dużej mierze dzięki świetnej grze skrzydłowego - Emanuele Pennacchioniego autora 8 bramek udało się jednak ten rezultat osiągnąć (z jednym punktem przewagi nad strefą play-off). Kolejny sezon nie był już tak udany, i drużyna musiała rywalizować z Faenzą w play-offach. Sztuka ta udała się jednak, i po dwóch zaciętych spotkaniach (0-0 i 1-0) Sassuolo utrzymało się w lidze. Gwiazdami Sassuolo w tamtym okresie byli Vinti, Di Cintio (uznawany za jedną z najbardziej niespełnionych nadziei włoskiego futbolu), Battafarano oraz Dal Compare. 
W sezonie tym właściciel Squinzi oraz firma Mapei zbliżyła się ze swoim wsparciem finansowym. Liczono więc, iż następny sezon będzie przełomowy, jednak w konsekwencji okazał się katastrofą. Po przejściu do klubu uznawanych za dobrych piłkarzy Terrery, Lambrughiego e Leoniego, a także kilku młodych piłkarzy z lepszych drużyn, oraz zatrudnieniu na pozycji trenera Cesare Maestroniego, liczono nawet na awans. Drużyna jednak zupełnie nie funkcjonowała, i zdobywając tylko 32 punkty, i po przegranych play offach z Imolese spadła do niższej ligi. W przerwie między sezonowej okazało się jednak, iż w wyniku problemów finansowych wielu drużyn drużyna zostaje utrzymana decyzją władz w Serie C2.
Po przedsezonowych wzmocnieniach spowodowanych inwestycjami firmy Mapei, do klubu zawitali klasowi obrońcy (Ardenghi, Santunione), napastnicy (Sforzini, Semprini oraz Federici) oraz kilku młodych piłkarzy wypożyczonych z wyższych lig. I tym razem drużyna nie funkcjonowała jak należy. Świadczy o tym jedynie 12 punktowa zdobycz po pierwszej rundzie sezonu. W przerwie między-rundowej do klubu przeszedł były piłkarz S.S. Lazio – Cristiano Bergodi. I tym razem drużyna w końcowym rozrachunku (po zdobyciu jedynie 27 punktów) zmuszona była rozgrywać Playoffy o utrzymanie. Przeciwnikiem było Pro Vercelli. Pierwszy mecz u siebie Sassuolo wygrało 2-1, zaś w rewanżu padł wynik 1-1, co skutkowało utrzymaniem się zespołu w lidze.
Przed sezonem 2004/2005 właściciel Squinzi postanowił raz jeszcze spróbować awansować do wyższej ligi. Posada dyrektora sportowego powierzona została Nereo Bonato. Pozycję trenera objął Giuseppe Brucato, który to miał za sobą udaną karierę w mniejszych klubach z Piemontu. Drużyna została solidnie wzmocniona zawodnikami takimi jak były piłkarz Monzy, pomocnik Filippo Pensalfini, Benetti, Pagani oraz Piccioni, z drużyny Udinese przeszedł Margheriti zaś z Verony raz jeszcze na wypożyczenie przeszedł młody Sforzini. Pierwsza część sezonu zakończyła się dosyć kiepsko - drużyna Sassuolo zdobyła bowiem jedynie 21 punktów. W zimowym okienku transferowym zdecydowano się więc dokonać kilku wzmocnień. Do drużyny przeszli Serrapica oraz napastnik Andreini. Dzięki temu drużyna zdołała zdobyć 31 punktów w rundzie rewanżowej i zdobyła miejsce w play-off. W półfinale na Sassuolo czekała drużyna Pizzighettone. Okazała się ona jednak dla drużyny czarno-zielonych za silna, i w konsekwencji marzenia o awansie należało przełożyć na następny sezon.
Przed sezonem 2005/06 postawiono na nowego trenera - Gianmarco Remondine. Nowemu szkoleniowcowi powierzona została w zasadzie ta sama grupa piłkarzy co w sezonie poprzednim - z trzema jedynie wzmocnieniami. Głównymi rywalami Sassuolo były drużyny Ancony, SPAL, Reggiany, a także Benevento oraz Cavese.
Jedenastka Remondiny od początku rozgrywek prezentowała konkretny futbol podobający się publiczności. Przez większość sezonu dzierżyła ona pozycję lidera, jednak w końcowym rozrachunku ulokowała się na drugiej pozycji za Cavese. W półfinale play-offów Sassuolo skojarzone zostało z Ankoną. W pierwszym meczu na wyjeździe udało się czarno-zielonym odnieść zwycięstwo 2-3. Wywołało to furię kibiców drużyny z Ankony. Przewagę z pierwszego meczu udało się utrzymać w rewanżu - i po porażce 0-1 to Sassuolo awansowało do finału fazy play-off dzięki lepszemu stosunkowi bramek na wyjeździe. W finale Sassuolo grało z Sansovino. W Toskanii pierwszy mecz zakończył się rezultatem 2-2, zaś w drugim meczu Pensalfini w 26 minucie dał gospodarzom prowadzenie nie oddane już do końca spotkania. W konsekwencji drużyna wywalczyła upragniony awans do Serie C1.
W sezonie 2006/2007 drużyna Squinziego, dzięki bardzo dobrej grze piłkarzy takich jak Michael Agazzi, pomocnik Erpen, Gambadori, Giardina, Jiday, Tarozzi a także Selva stanęła przed możliwością historycznego awansu do Serie B. Przez większość sezonu drużyna Sassuolo utrzymywała się w czołówce. Drużyna trenera Remondiny awansowała do play-off. Podczas przerwy między sezonowej trener Gian Marco Remondina postanowił opuścić oraz dołączyć do Piacenzy.
Co nie udało się Remondinie - udało się nowemu trenerowi - Massimiliano Allegriemu. Jego drużyna wywalczyła historyczny wynik - awans do Serie B już jedną kolejkę przed końcem. Kibice Sassuolo świętowali awans po spotkaniu z Manfredonią - zakończonym zwycięskim golem kapitana Piccioniego w 22 minucie spotkania.
W pierwszym roku gry za zapleczu elity trenerem został Andrea Mandorlini. Już od początku sezonu drużyna z małego miasteczka zadziwiała swoją grą, i po pierwszej części sezonu znajdowała się na czele tabeli. Druga część sezonu nie okazała się tak dobra, i po serii 8 spotkań bez zwycięstwa Sassuolo skończyło sezon na 7. pozycji (1. pozycję za miejscem premiowanym awansem do fazy play-off). Najważniejszymi piłkarzami tamtej drużyny byli Walter Bressan, Emiliano Salvetti oraz Alessandro Noselli.
Cel, jakim był awans do play-offów, został osiągnięty w kolejnym sezonie. Drużyna po niezbyt udanym początku finiszowała na czwartej pozycji w ligowej tabeli. W półfinale jednak lepsze okazało się Torino Football Club i marzenia o Serie A należało przełożyć na rok później. Sezon jednak uznano za bardzo udany. Szczególnie pozytywnie zaprezentował się w nim zaś najlepszy strzelec drużyny – Noselli.

### Od 2011 do dzisiaj
Kolejny sezon nie był tak udany. Drużyna Sassuolo zanotowała 16. pozycję. W sezonie 2011/2012 Sassuolo wróciło jednak do dyspozycji z poprzedniego. Osiągnięty został wtedy też najlepszy wynik w historii – 3. miejsce. I tym razem jednak play-offy nie udały się drużynie Sassuolo – i po porażce 1-2 w Genoi oraz 1-1 u siebie drużyna została wyeliminowana przez Sampdorię już w półfinałach.
Przed sezonem 2012/13 przeprowadzono kilka zmian które w konsekwencji okazały się genialnymi posunięciami. Ławkę trenerską zajął Eusebio Di Francesco, zaś drużynę wzmocniło kilka młodych piłkarzy. Gwiazdami sezonu okazali się Domenico Berardi, wypożyczony z Juventusu Richmond Boakye a także wypożyczony z Parmy Raman Chibsah. Ten pierwszy przykuł uwagę największych włoskich klubów dzięki swoim występom w tym sezonie – 18-latek zaliczył bowiem 11 bramek oraz 6 asyst występując zazwyczaj jako boczny napastnik.
W sobotę 18 maja 2013 roku dzięki bramce Simone Missiroliego zwyciężyła w ostatniej minucie meczu z Livorno, zdobywając w ten sposób pierwszy w historii klubu awans do Serie A. W najwyższej lidze występowali do sezonu 2023/2024, po którym spadli z ligi. Pobyt na II poziomie rozgrywkowym trwał jeden sezon, w którym na 5 kolejek przed końcem uzyskał awans.

## Obiekty sportowe

### Stadion
Podczas gdy Neroverdi rozgrywali swoje spotkania jeszcze w Serie C1, stadionem używanym przez drużynę było Stadio Enzo Ricci, mały stadion posiadający jedynie jedną zakrytą trybunę. Stadion ten z uwagi na zbyt małe rozmiary, a także niespełnianie wymagań licencyjnych nie został dopuszczony do rozgrywek Serie B. W czasie, gdy Sassuolo rozgrywało swoje mecze na Stadio Alberto Braglia w Modenie, stadion w Sassuolo używany był przez młodzieżowców.
W związku z niespełnianiem wymagań licencyjnych na rozgrywanie meczów Serie A przez stadion w Modenie, Sassuolo wybrało Stadio Giglio w Reggio Emilia, używany przez drużynę Reggiany.

## Klub

### Organizacja klubu
| Właściciel              | Giorgio Squinzi     |
| Prezydent               | Carlo Rossi         |
| Vice Prezydent          | Sergio Sassi        |
| Szef PR                 | Giovanni Santamaria |
| Doradca                 | Giovanni Santamaria |
| Dyrektor sportowy       | Nereo Bonato        |
| Sekretarz generalny     | Gerardo Esposito    |
| Team Manager            | Stefano Fattori     |
| Marketing i komunikacja | Remo Morini         |
| Biuro prasowe           | Massimo Paroli      |
| Administrator           | Rossana Nadini      |

## Trenerzy i prezydenci

### Spis trenerów klubu
| Lata      | Trener                        |
| --------- | ----------------------------- |
| 1920-1970 | Carmine Edere                 |
| 1970-1972 | Angelo Ottani                 |
| 1972–1973 | Augusto Vaccari               |
| 1973-1975 | Ezio Pascutti                 |
| 1975-1977 | Angelo Ottani                 |
| 1977–1978 |                               |
| 1978–1979 | Augusto Vaccari               |
| 1979-1984 |                               |
| 1984–1986 | Aurelio Dotti                 |
| 1986–1987 | Ezio Galbiati – Ezio Pascutti |
| 1987-1988 | Giancarlo Magrini             |
| 1988-1989 | Guido Mammi                   |
| 1989–1990 | Gianni Seghedoni              |
| 1990–1991 |                               |
| 1991–1992 | Zuccatelli                    |
| 1992–1993 | Roberto Benincasa             |
| 1993−1994 | Loris Marani                  |
| 1994–1995 | Gianni Seghedoni              |
| 1995–1996 | Gianni Vaccari                |
| 1996–1997 | Roberto Cesati                |
| 1997–1998 | Loris Boni                    |
| 1998      | Stefano Garuti                |
| 1999–2000 | Gianni Balugani               |
| 2000−2002 | Paolo Magnani                 |
| 2002−2003 | Gianni Balugani               |
| 2003–2004 | Cristiano Bergodi             |
| 2004–2005 | Giuseppe Brucato              |
| 2005–2007 | Gian Marco Remondina          |
| 2007–2008 | Massimiliano Allegri          |
| 2008–2009 | Andrea Mandorlini             |
| 2009–2010 | Stefano Pioli                 |
| 2010      | Daniele Arrigoni              |
| 2010–2011 | Angelo Gregucci               |
| 2011      | Paolo Mandelli                |
| 2011–2012 | Fulvio Pea                    |
| 2012-2014 | Eusebio Di Francesco          |
| 2014      | Alberto Malesani              |
| 2014-2017 | Eusebio Di Francesco          |
| 2017–2018 | Giuseppe Iachini              |
| 2018–2021 | Roberto De Zerbi              |
| 2021–2024 | Alessio Dionisi               |
| 2024      | Davide Ballardini             |
| 2024–     | Fabio Grosso                  |

### Spis prezydentów klubu
| Kadencja  | Prezydent                |
| --------- | ------------------------ |
| 1920-1970 |                          |
| 1970–1973 | Primo Costi              |
| 1973-1974 | Cantelli                 |
| 1974–1975 | Carlo Alberto Giovanardi |
| 1975-1977 | Igino Guazzi             |
| 1977–1978 |                          |
| 1978–1979 | Gilberto Prati           |
| 1979-1984 |                          |
| 1984-1990 | Claudio Sassi            |
| 1990–1996 |                          |
| 1996–2002 | Rodolfo Baldelli         |
| 2002−2003 | Ivano Belfasti           |
| od 2003   | Carlo Rossi              |

## Statystyki

### Rozgrywki

#### Poziom narodowy
| Poziom | Kategoria                       | Liczba sezonów | Debiut    | Ostatni sezon        | Razem |
| ------ | ------------------------------- | -------------- | --------- | -------------------- | ----- |
| 1º     | Serie A                         | 1              | 2013/2014 | obecny poziom ligowy | 10    |
| 2º     | Serie B                         | 5              | 2008/2009 | 2012/2013            | 5     |
| 3º     | Serie C1                        | 2              | 2006/2007 | 2007/2008            | 2     |
| 4º     | Serie C2                        | 14             | 1984/1985 | 2005/2006            | 14    |
| 5º     | Serie D                         | 9              | 1968/1969 | 1978/1979            | 20    |
| 5º     | Campionato Interregionale       | 5              | 1981/1982 | 1991/1992            | 20    |
| 5º     | Campionato Nazionale Dilettanti | 6              | 1992/1993 | 1997/1998            | 20    |

#### Poziom regionalny
- 16 sezonów ligi regionalnej Eccellenza, pomiędzy sezonem 1945–1946 a 1973–1974
- 8 sezonów ligi regionalnej Prima categoria, pomiędzy sezonem 1959−1960 a 1967-1968

## Kibice
Sassuolo nie mogło liczyć na wielką liczbę fanów. Spowodowane jest to przede wszystkim małym rozmiarem miasta z którego klub pochodzi. Należy jednak wspomnieć, że tifosi Sassuolo mimo że nie liczni, są bardzo oddani swojej drużynie. Trudności natury logistycznej zaczęły pojawiać się w momencie historycznego awansu drużyny do Serie B. W związku z obowiązkiem rozgrywania swoich meczów w Modenie, średnia frekwencja na meczach zielono-czarnych oscylowała w granicach jedynie 3000 osób.
Klub posiada jedną zorganizowaną grupę kibiców - Ultras Sassuolo. Należą do niej najbardziej zagorzali fani zespołu. Utrzymują oni przyjacielskie kontakty z innymi grupami kibiców drużyn z regionu - z Piacenzy oraz Bolonii oraz z klubem z Piemontu - Bra. Najwięksi rywale Sassuolo to drużyny z Empoli FC, Mantui, Ankony a także toskańskie Grosseto. W regionie największym przeciwnikiem Sassuolo jest Carpi oraz Cesena.

## Obecny skład
Aktualny na 31 stycznia 2023
| Nr | Poz. | Piłkarz                                      |
| -- | ---- | -------------------------------------------- |
| 3  | OB   | Riccardo Marchizza                           |
| 6  | OB   | Rogério                                      |
| 7  | PO   | Matheus Henrique                             |
| 8  | PO   | Abdou Harroui                                |
| 9  | NA   | Andrea Pinamonti (wypożyczony z Inter Milan) |
| 10 | NA   | Domenico Berardi (wicekapitan)               |
| 11 | NA   | Agustín Álvarez                              |
| 13 | OB   | Gian Marco Ferrari (kapitan)                 |
| 14 | PO   | Pedro Obiang                                 |
| 15 | NA   | Emil Konradsen Ceide                         |
| 16 | PO   | Davide Frattesi                              |
| 17 | OB   | Mert Müldür                                  |
| 19 | OB   | Filippo Romagna                              |
| 20 | PO   | Nedim Bajrami (wypożyczony z Empoli)         |

| Nr | Poz. | Piłkarz                               |
| -- | ---- | ------------------------------------- |
| 21 | OB   | Nadir Zortea (wypożyczony z Atalanty) |
| 22 | OB   | Jeremy Toljan                         |
| 25 | BR   | Gianluca Pegolo                       |
| 27 | PO   | Maxime Lopez                          |
| 28 | OB   | Martin Erlić                          |
| 30 | BR   | Gioele Zacchi                         |
| 35 | PO   | Luca D'Andrea                         |
| 42 | PO   | Kristian Thorstvedt                   |
| 44 | OB   | Ruan                                  |
| 45 | NA   | Armand Laurienté                      |
| 47 | BR   | Andrea Consigli                       |
| 64 | BR   | Alessandro Russo                      |
| 92 | NA   | Grégoire Defrel                       |

### Piłkarze na wypożyczeniu
| Nr | Poz. | Piłkarz                                               |
| -- | ---- | ----------------------------------------------------- |
|    | BR   | Mateo Campani (w Vis Pesaro do 30 czerwca 2023)       |
|    | BR   | Giacomo Swalino (w Carrarese do 30 czerwca 2023)      |
|    | BR   | Stefano Turwi (w Frosinone do 30 czerwca 2023)        |
|    | BR   | Samuele Vitale (w Gelbison do 30 czerwca 2023)        |
|    | OB   | Kaan Ayhan (w Galatasaray do 30 czerwca 2023)         |
|    | OB   | Giorgos Kyriakopoulos (w Bologna do 30 czerwca 2023)  |
|    | OB   | Ryan Flamingo (w Vitesse do 30 czerwca 2023)          |
|    | OB   | Yeferson Paz (w Perugia Calcio do 30 czerwca 2023)    |
|    | OB   | Stefano Piccinini (w Pergolettese do 30 czerwca 2023) |
|    | OB   | Mateo Pinelli (w Fidelis Andria do 30 czerwca 2023)   |
|    | OB   | Mateo Saccani (w Pergolettese do 30 czerwca 2023)     |
|    | PO   | Federico Artioli (w Pergolettese do 30 czerwca 2023)  |
|    | PO   | Andrea Ghion (w Cwanzaro do 30 czerwca 2023)          |

| Nr | Poz. | Piłkarz                                              |
| -- | ---- | ---------------------------------------------------- |
|    | PO   | Manuel Locwelli (w Juventus do 30 czerwca 2023)      |
|    | PO   | Andrei Mărginean (w Novara do 30 czerwca 2023)       |
|    | PO   | Alessandro Mercwi (w Carrarese do 30 czerwca 2023)   |
|    | PO   | Marco Sala (w Palermo do 30 czerwca 2023)            |
|    | PO   | Hamed Traorè (w Bournemouth do 30 czerwca 2023)      |
|    | NA   | Janis Antiste (w Amiens do 30 czerwca 2023)          |
|    | NA   | Riccardo Ciervo (w Venezia do 30 czerwca 2023)       |
|    | NA   | Giacomo Manzari (w Frosinone do 30 czerwca 2023)     |
|    | NA   | Luca Moro (w Frosinone do 30 czerwca 2023)           |
|    | NA   | Jacopo Pellegrini (w Reggiana do 30 czerwca 2023)    |
|    | NA   | Giacomo Raspadori (w Napoli do 30 czerwca 2023)      |
|    | NA   | Luigi Samele (w Audace Cerignola do 30 czerwca 2023) |

## Sztab techniczny
| Trener                 | Alessio Dionisi     |
| Asystent trenera       | Paolo Cozzi         |
| Współpraca             | Massimiliano Sigolo |
| Przygotowanie fizyczne | Maurizio Fanchini   |
| Przygotowanie fizyczne | Fabio Spighi        |
| Przygotowanie fizyczne | Nicandro Vizoco     |
| Trener bramkarzy       | Paolo Orlandoni     |
| Sztab medyczny         | Franco Combi        |
| Sztab medyczny         | Claudio Pecci       |
| Sztab medyczny         | Roberto D'Ovidio    |
| Fizjoterapeuta         | Andrea Acciarri     |
| Fizjoterapeuta         | Gennady Belenky     |
| Fizjoterapeuta         | Nicola Daprile      |
| Magazynier             | Alfonso De Santo    |

## Europejskie puchary
Legenda do wszystkich tabel:
- Q – runda eliminacyjna, 1/16, 1/8, 1/4, 1/2 – odpowiednia faza rozgrywek, Grupa – runda grupowa, 1r gr – pierwsza runda grupowa, 2r gr – druga runda grupowa, F – finał, R – runda, PO – play-off
- k. – rzuty karne, los. – losowanie, Dogr. – dogrywka, w. – zasada bramek strzelonych na wyjeździe

| Sezon   | Rozgrywki   | Runda   | Klub             | Dom | Wyjazd | Ogólnie    |
| ------- | ----------- | ------- | ---------------- | --- | ------ | ---------- |
| 2016/17 | Liga Europy | 3Q      | FC Luzern        | 3–0 | 1–1    | 4–1        |
| 2016/17 | Liga Europy | PO      | FK Crvena zvezda | 3–0 | 1–1    | 4–1        |
| 2016/17 | Liga Europy | Grupa F | Athletic Bilbao  | 3–0 | 2–3    | 4. miejsce |
| 2016/17 | Liga Europy | Grupa F | KRC Genk         | 0–2 | 1–3    | 4. miejsce |
| 2016/17 | Liga Europy | Grupa F | Rapid Wiedeń     | 2–2 | 1–1    | 4. miejsce |